# Regering-Calvo-Sotelo
De regering-Calvo-Sotelo bestond uit ministers die de Spaanse premier Leopoldo Calvo-Sotelo tijdens de eerste legislatuur in de ministerraad had benoemd, na het roer te hebben overgenomen van de regering-Suárez III, die op 25 februari 1981 haar ontslag had ingediend. De Spaanse grondwet vereist in zo'n geval niet het uitschrijven van nieuwe verkiezingen, en de regering-Calvo-Sotelo bleef dan ook aan tot 3 december 1982. Beide regeringen kwamen overigens voort uit dezelfde partij, namelijk UCD. 

## Samenstelling
| Ministerspost | Minister |
| --- | --- |
| Premier | - Leopoldo Calvo-Sotelo |
| Eerste vicepremier | - (1981-1982) Rodolfo Martín Villa - (1982) Juan Antonio García Díez                                                               |
| Tweede vicepremier | - Juan Antonio García Díez |
| Minister van Buitenlandse Zaken                                                                                       | - José Pedro Pérez-Llorca Rodrigo                                                                                                  |
| Minister van Justitie                                                                                                 | - (1981) Francisco Fernández Ordóñez - (1981-1982) Pío Cabanillas Gallas                                                           |
| Minister van Defensie                                                                                                 | - Alberto Oliart Saussol |
| Minister van Financiën                                                                                                | - Jaime García Añoveros |
| Minister van Economie en Handel                                                                                       | - Juan Antonio García Díez |
| Minister van Binnenlandse Zaken                                                                                       | - Juan José Rosón Pérez |
| Minister van Publieke Werken en Urbanisme                                                                             | - Luis Ortiz González |
| Minister van Economie en Handel                                                                                       | - Juan Antonio García Díez |
| Minister van Transport, Toerisme en Communicatie                                                                      | - Luis Gámir Casares |
| Minister van Onderwijs, Wetenschap en Onderzoek (1981)                                                                | - Juan Antonio Ortega y Díaz-Ambrona                                                                                               |
| Minister van Onderwijs en Wetenschap (december 1981-1982)                                                             | - Federico Mayor Zaragoza |
| Minister van Werkegelegenheid, Gezondheid en Sociale Zekerheid (1981)                                                 | - Jesús Sancho Rof |
| Minister van Werkgelegenheid en Sociale Zekerheid                                                                     | - Santiago Rodríguez-Miranda Gómez                                                                                                 |
| Minister van Industrie en Energie                                                                                     | - Ignacio Bayón Mariné |
| Minister van Landbouw (1981) Minister van Landbouw en Visserij (1981-1981) Minister van Landbouw, Visserij en Voeding | - (1981) Jaime Lamo de Espinosa y Michels de Champourcin - (1981-1982) José Luis Álvarez Álvarez - (1982) José Luis García Ferrero |
| Minister van Gezondheid en Consumptie                                                                                 | - Manuel Núñez Pérez |
| Minister van het Presidentschap                                                                                       | - (1981) Pío Cabanillas Gallas - (1981-1982) Matías Rodríguez Inciarte                                                             |
| Minister van Territoriaal Bestuur                                                                                     | - (1980-1981) Rodolfo Martín Villa - (1981-1982) Rafael Arias-Salgado Montalvo - (1982) Luis Manuel Cosculluela Montaner           |
| Minister van Cultuur                                                                                                  | - (1981) Íñigo Cavero Lataillade - (1981-1982) Soledad Becerril Bustamante                                                         |

Consitutieve legislatuur: Suárez II (1977-1979) · 
Legislatuur I: Suárez III (1979-1981), Calvo-Sotelo (1981-1982)  · 
Legislatuur II: González I (1982-1986) · 
Legislatuur III: González II (1986-1989) · 
Legislatuur IV: González III (1989-1993) · 
Legislatuur V: González IV (1993-1996) · 
Legislatuur VI: Aznar I (1996-2000) · 
Legislatuur VII: Aznar II (2000-2004) · 
Legislatuur VIII: Zapatero I (2004-2008) · 
Legislatuur IX: Zapatero II (2008-2011) · 
Legislaturen X en XI: Rajoy I (2011-2016) · 
Legislatuur XII: Rajoy II (2016-2018), Sánchez I (2018-2019) · 
Legislatuur XIII: Sánchez I (2019-2020)
Legislatuur XIV: Sánchez II (2020-2023) · 
Legislatuur XI: Sánchez III (2023-heden)